# Cratichneumon flavifrons
Cratichneumon flavifrons är en stekelart som först beskrevs av Franz Paula von Schrank 1781.  Cratichneumon flavifrons ingår i släktet Cratichneumon och familjen brokparasitsteklar. Arten är reproducerande i Sverige.

## Underarter
Arten delas in i följande underarter:
- C. f. kabylianus
- C. f. castaniventris
- C. f. meridionator